# Casa Nouvilas
Casa Nouvilas és un habitatge del municipi de Castelló d'Empúries (Alt Empordà) inclòs en l'Inventari del Patrimoni Arquitectònic de Catalunya.

## Descripció
Situada dins del nucli històric de Castelló d'Empúries, en els límits de l'antic barri del puig Salner. La finca, formada per la casa i un gran jardí que l'acompanya, ocupa tota l'illa delimitada pels carrers Comalat, Consol,Travessera de Sant Pere més Alt i Sant Pere més Alt.

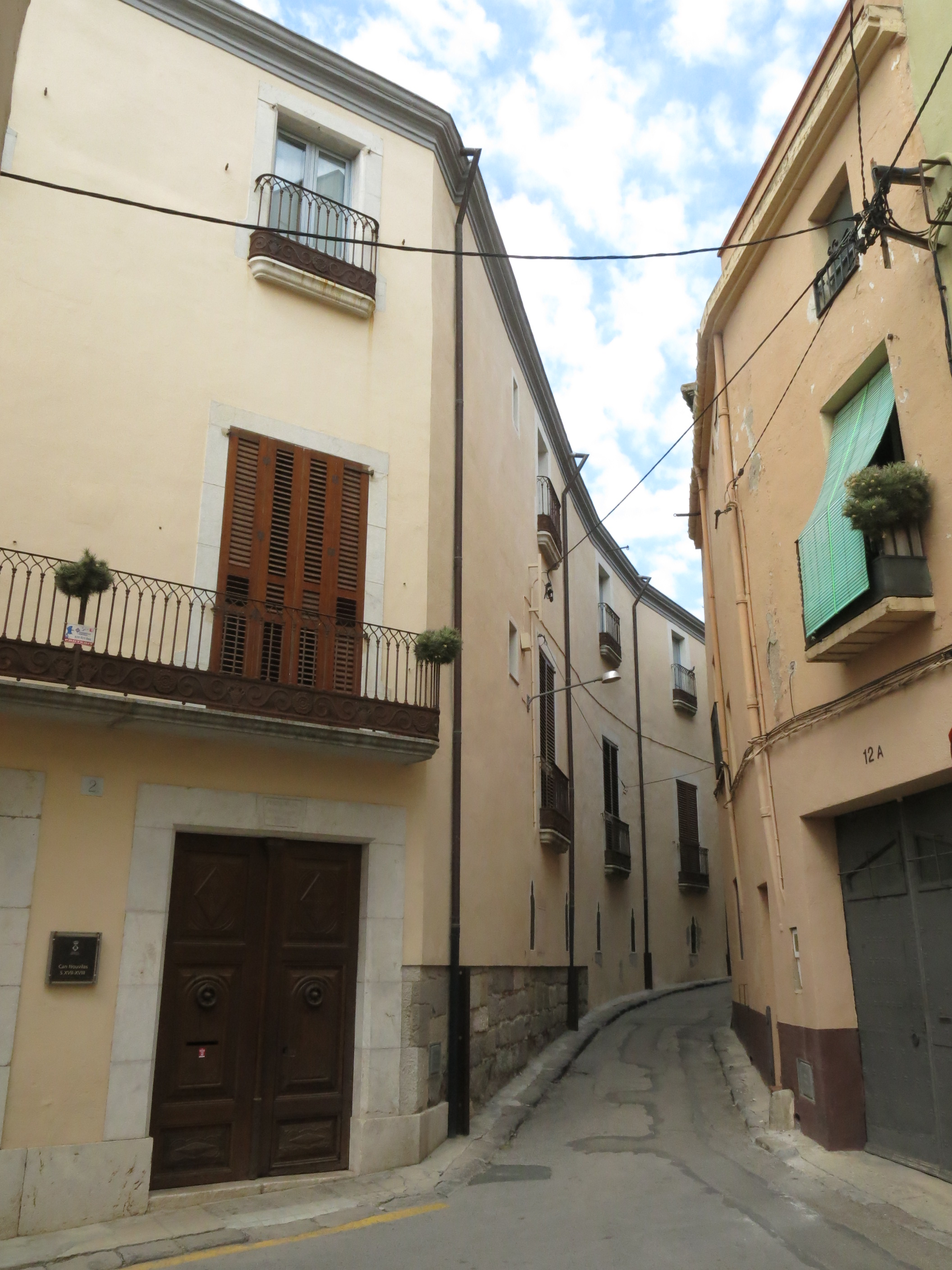
Façana del carrer Sant Pere Més Alt

Casal de planta més o menys rectangular format per quatre crugies diferenciades, amb les cobertes a dues vessants de teula àrab i els careners paral·lels a la façana principal, aquesta última orientada als carrers Sant Pere més Alt i Comalat, des del qual s'accedeix a l'interior de l'edifici. El cos principal de l'edifici consta de planta baixa més dues plantes. El vestíbul està cobert amb una volta catalana completament arrebossada i l'escala d'accés a les plantes superiors, que és de dos trams i de marbre. A la façana principal, les obertures estan alineades en dos eixos verticals simètrics. La porta d'accés al vestíbul, d'obertura rectangular emmarcada amb pedra ben escairada, decorada amb una motllura senzilla que recorre l'intradós. Destaca també la porta de fusta, amb plafons decorats i dues picaportes de ferro treballat. Al seu costat hi ha una altra porta de les mateixes característiques, però sense inscripció i de mides més grans. Ambdues obertures estan integrades per un gran sòcol de pedra, idèntic a les dovelles dels marcs. A la primera planta es documenta un gran balcó corregut amb dues obertures rectangulars emmarcades amb pedra i una barana de ferro treballada i decorada amb motius florals. Les obertures de la segona planta també són balcons emmarcats en pedra, tot i que més petits que els anteriors i independents. La façana que dona al carrer Sant Pere més Alt és totalment simètrica pel que fa als eixos creats per les obertures situades a les dues plantes superiors, les quals són totes balconeres i amb les baranes de ferro treballat. Les obertures de la planta baixa, en canvi, segueixen un eix simètric horitzontal. Es tracta d'una filada de petites finestres tipus gòtic. No es troben bastides amb pedra, sinó que estan arrebossades amb morter.

## Història
L'any 1673, Miquel Nouvilas va comprar un mas en el territori de l'Estanyol, parròquia i terme de San Joan Ses Closes, al noble senyor Francesc de Sa Cirera i de Llupià. Així doncs, és probable que la família Nouvilas passés a viure a Castelló. Aquesta família gaudia de privilegis de noblesa, com a Ciutadans Honrats o com a Cavallers. Entre les seves propietats fora de la població destaca el monestir de Sant Quirze de Colera amb les seves terres, adquirit pel general Don Ramón de Nouvilas durant la desamortització de Mendizábal l'any 1835. Aquest personatge va tenir un paper destacat a les guerres carlines del segle xix a la població de Castelló. Altres propietats de la família són un mas al territori conegut com els Masos d'en Gorgot i una altra casa pairal amb una gran propietat a Rabós d'Empordà.
A la clau central de la llinda hi ha la inscripció "FLORENCIO NOUVILAS 1882".
Actualment, formant part del gran casal del carrer Comalat, 2 i, situades a l'altra banda del carrer Consol, es troben les restes del claustre del convent de la Mercè.